# Brittiska mästerskapet 1895/1896
Brittiska mästerskapet 1895/1896 var den 13:e säsongen av Brittiska mästerskapet i fotboll. 

## Tabell
| Nr | Lag       | S | V | O | F | GM | IM | MS | P |
| -- | --------- | - | - | - | - | -- | -- | -- | - |
| 1  | Skottland | 3 | 2 | 1 | 0 | 9  | 4  | +5 | 5 |
| 2  | England   | 3 | 2 | 0 | 1 | 12 | 3  | +9 | 4 |
| 3  | Wales     | 3 | 1 | 0 | 2 | 7  | 14 | −7 | 2 |
| 4  | Irland    | 3 | 0 | 1 | 2 | 4  | 11 | −7 | 1 |

## Matcher
|  | 29 februari 1896 | Wales                                                          | 6 – 1 | Irland      | Racecourse Ground |         |
|  |                  | William Lewis ×2 Billy Meredith ×2 Harry Pugh Grenville Morris |       | Adam Turner | Wrexham           | Wrexham |
|  |                  |                                                                |       |             | Wrexham           | Wrexham |
|  |                  |                                                                |       |             | Wrexham           | Wrexham |

|  | 7 mars 1896 | Irland | 0 – 2 | England                     | Solitude |         |
|  |             |        |       | Gilbert Smith Steve Bloomer | Belfast  | Belfast |
|  |             |        |       |                             | Belfast  | Belfast |
|  |             |        |       |                             | Belfast  | Belfast |

|  | 16 mars 1896 | Wales          | 1 – 9 | England                                                        | Arms Park |         |
|  |              | Thomas Chapman |       | ×5 Steve Bloomer ×2 Gilbert Smith Billy Bassett Johnny Goodall | Cardiff   | Cardiff |
|  |              |                |       |                                                                | Cardiff   | Cardiff |
|  |              |                |       |                                                                | Cardiff   | Cardiff |

|  | 21 mars 1896 | Skottland                                                   | 4 – 0   | Wales | Carolina Port                                         |                                                       |
|  |              | Robert Neil 19′, 71′ Alexander Keillor 30′ Daniel Paton 59′ | (2 – 0) |       | Dundee Publik: 11 700 Domare: Joseph McBride (Irland) | Dundee Publik: 11 700 Domare: Joseph McBride (Irland) |
|  |              |                                                             |         |       | Dundee Publik: 11 700 Domare: Joseph McBride (Irland) | Dundee Publik: 11 700 Domare: Joseph McBride (Irland) |
|  |              |                                                             |         |       | Dundee Publik: 11 700 Domare: Joseph McBride (Irland) | Dundee Publik: 11 700 Domare: Joseph McBride (Irland) |

|  | 28 mars 1896 | Irland                                       | 3 – 3   | Skottland                             | Solitude                                             |                                                      |
|  |              | James Baron 20′, 32′ Robert Milne 43′ (str.) | (3 – 2) | 7′, 25′ Bob McColl 78′ Patrick Murray | Belfast Publik: 8 000 Domare: James Cooper (England) | Belfast Publik: 8 000 Domare: James Cooper (England) |
|  |              |                                              |         |                                       | Belfast Publik: 8 000 Domare: James Cooper (England) | Belfast Publik: 8 000 Domare: James Cooper (England) |
|  |              |                                              |         |                                       | Belfast Publik: 8 000 Domare: James Cooper (England) | Belfast Publik: 8 000 Domare: James Cooper (England) |

|  | 4 april 1896 | Skottland                        | 2 – 1   | England           | Celtic Park                                                 |                                                             |
|  |              | William Lambie 22′ Jack Bell 33′ | (2 – 0) | 80′ Billy Bassett | Glasgow Publik: 51 345 Domare: Humphrey Percy Jones (Wales) | Glasgow Publik: 51 345 Domare: Humphrey Percy Jones (Wales) |
|  |              |                                  |         |                   | Glasgow Publik: 51 345 Domare: Humphrey Percy Jones (Wales) | Glasgow Publik: 51 345 Domare: Humphrey Percy Jones (Wales) |
|  |              |                                  |         |                   | Glasgow Publik: 51 345 Domare: Humphrey Percy Jones (Wales) | Glasgow Publik: 51 345 Domare: Humphrey Percy Jones (Wales) |